# Славяно-македонское научное и литературное общество
Славяно-македонское научное и литературное общество - организация, созданная в Санкт-Петербурге эмигрантами из Македонии в 1902-м году для пропаганды идей македонизма.

## История
Общество было основано в 1902 году и первоначально насчитывало 19 человек. Первоначальным его названием было "Македонское научно-литературное общество им. Св.Климента", а в принятом 16 декабря 1903 года Уставе оно было переименовано в "Славяно-македонское научно-литературное общество им. Св.Св.Кирилла и Мефодия. В 1905-м году общество было распущено, в 1912-м воссоздано, его участники издавали журнал "Македонский голос". Во время Балканских войн пятеро участников общества опубликовали Меморандум о независимости Македонии. Повторно созданное общество не получило официальной регистрации. Его деятельность продолжалась до 1917 года.

## Идеология
Идеологией общества был македонизм - концепция, утверждавшая, что македонские славяне представляют собой особый славянский народ,  а Македония имеет собственные национальные интересы. Наиболее последовательно идеология общества была изложены в работе одного из его участников, Крсте Петкова Мисиркова "О македонских делах".

## Участники
Некоторые участники общества колебались в своих взглядах - например, Крсте Мисирков на протяжении жизни делал противоречивые заявления, идентифицируя себя то как болгарина, то как македонца, это же касалось Стефана Дедова. Другие - например Димитрий Чуповский и его брат Наце Димов - сохраняли верность идеям македонизма всю жизнь.